# 新郎

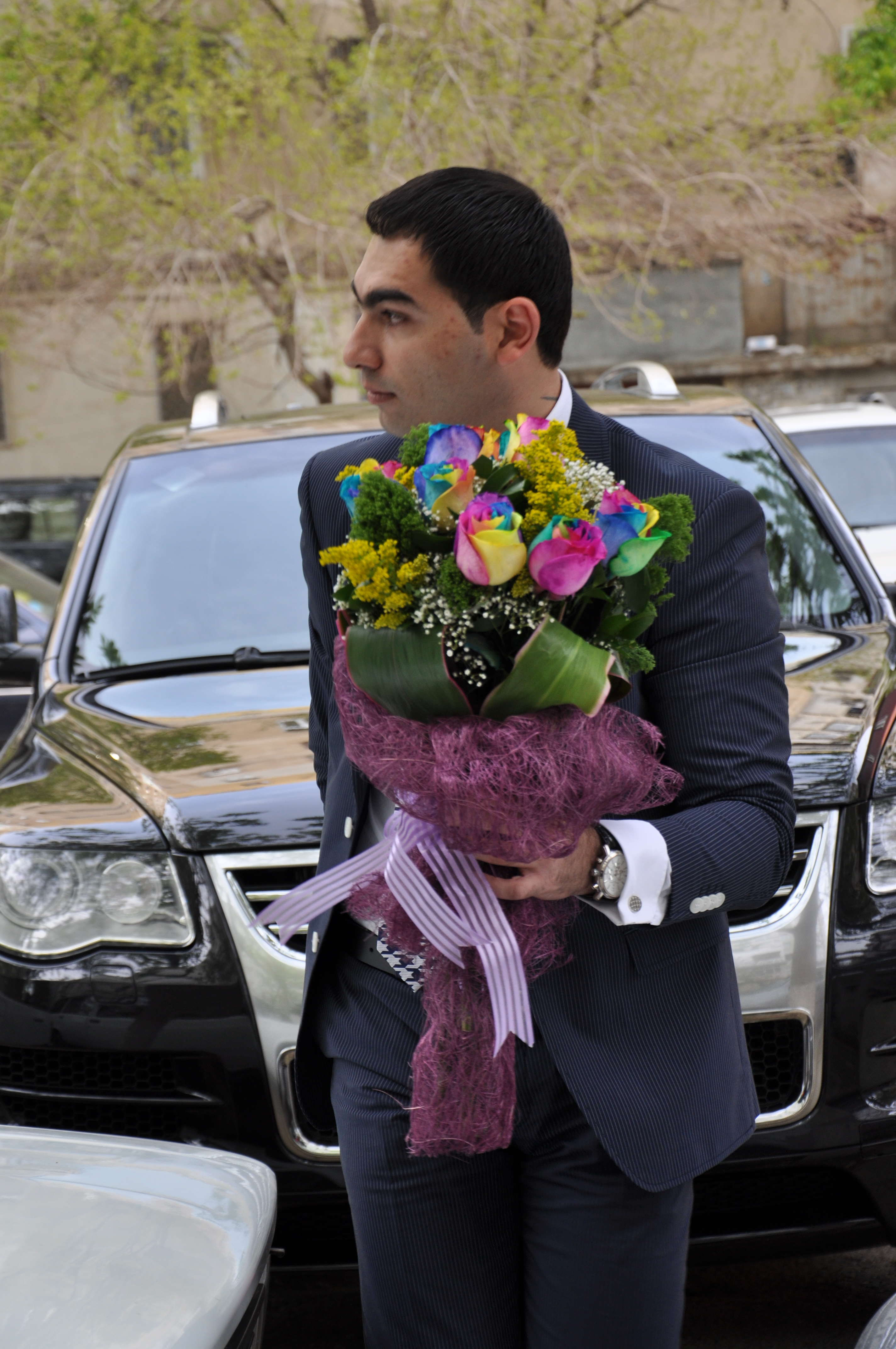
現代的亞塞拜然新郎

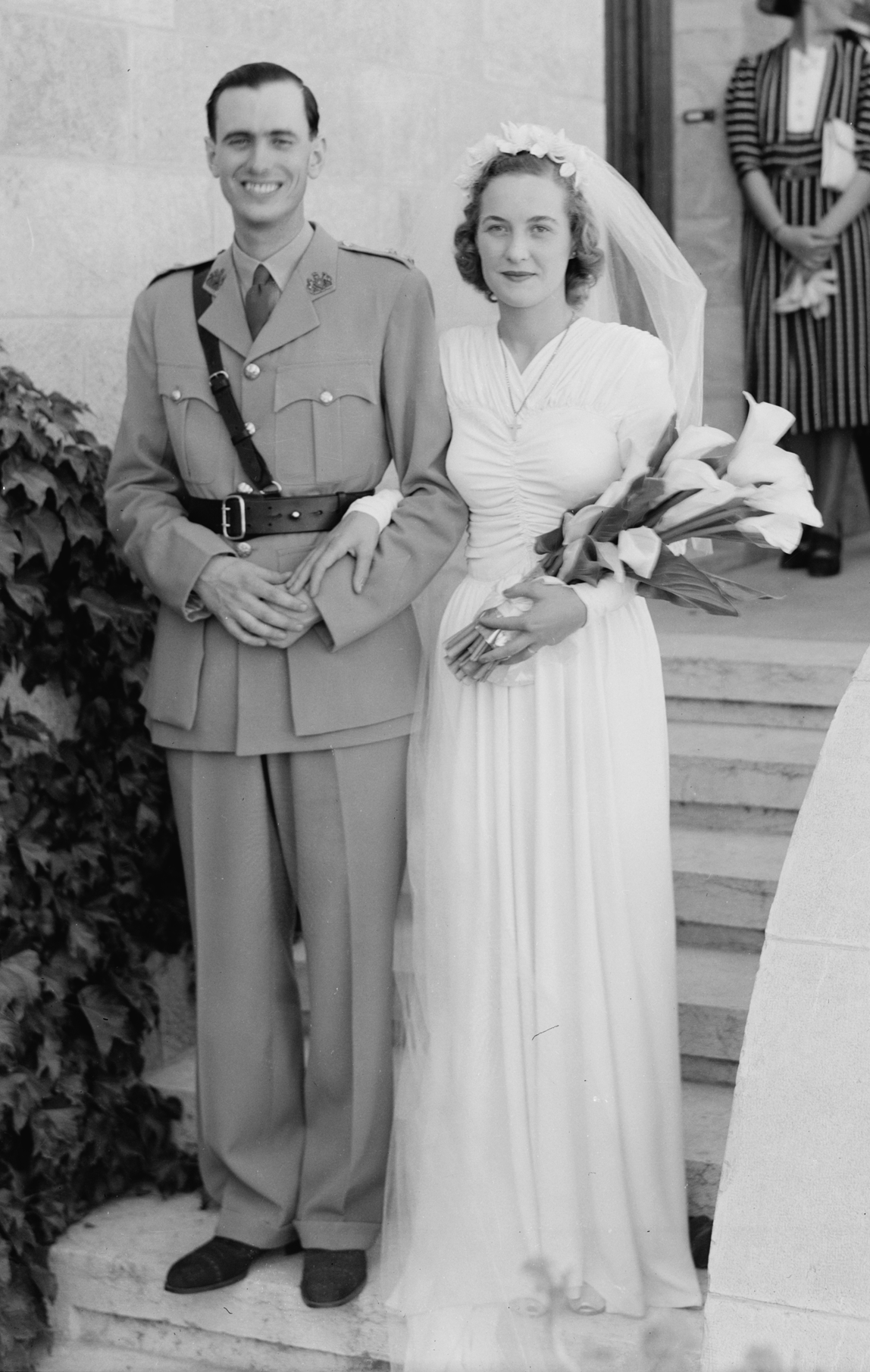
1942年結婚的新人，新郎穿著軍裝

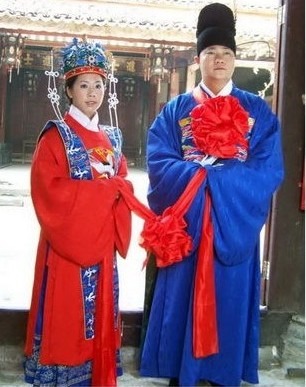
穿著傳統中式婚服的新郎與新娘

一般來說，新郎一詞專指對於確立婚姻關係之際的伴侶，在結婚儀式中的男方，又稱新郎官。在結婚時，新郎一般會穿上專門的禮服，經過婚禮儀式或法律程序後就成為另一方的丈夫。一般新郎也會有一至多位伴郎（或男儐相）的陪同。

## 字源
新郎一詞的英文bridegroom起源於1604年，源自古英文 brȳdguma，是brȳd（新娘）及guma（男人、人類、英雄）組合而成的字，這個詞和古撒克逊语的brūdigomo、古高地德語的brūtigomo、德語的Bräutigam及古諾爾斯語的brúðgumi有關。
「新郎」一詞是來自於「新郎官」的簡化，因唐朝的進士有做官的資格，可以擔任秘書郎等職務，因此會稱新科進士爲「新郎官」，而結婚又有「小登科」的美稱，因此借用「新郎官」的稱呼，後來再簡化為新郎。

## 服裝
新郎的服裝會受許多因素影響，其中包括婚禮的時間、儀式的地點、新郎及新娘的种族及文化背景、儀式的種類，以及新郎是否是軍人等。

### 不同國家及種族的傳統
- 在美國，婚禮若在白天，新郎會穿深色的西裝，婚禮若在傍晚，則會穿無尾禮服[4]。
- 依英國傳統，正式婚禮會要求新郎、男接待員及親近的男方親屬穿著常礼服（英语：morning suit）[5]。
- 蘇格蘭裔的新郎及其男儐相要穿蘇格蘭裙。
- 中國傳統婚禮中，新郎若穿著官服多半會穿紅色吉服[6]，但也有穿藍色或黑色傳統服裝的。

## 婚禮中的任務
在英美式婚禮中，新郎需在婚宴後有一場簡短的演講，謝謝參加的來賓、讚美新娘、謝謝婚禮的工作人員，新郎的演講會在伴郎演講的後面。

## 圖集
- 印尼西蘇門答臘省米南佳保的新婦夫妻
- 印度穆斯林的新郎和新娘
- 印度教的新郎和新娘
- 日本神道教婚禮的新郎和新娘
- 韓國傳統服裝的新郎和新娘